# Eryk syn Gnupa
Eryk syn Gnupa – postać z powieści Teodora Parnickiego Robotnicy wezwani o jedenastej, dla której wzorem był biskup grenlandzki Eiríkr Gnúpsson.

## Saga islandzka
Eryk należał do tej gałęzi rodu Waltjoflingerów, która około 980 roku została wygnana z Islandii. Wygnaniec Tornibiorg nigdy nie miał ujrzeć ojczyzny. Natomiast jego syn Gnup podjął około 1030 roku nieudaną próbę odzyskania ojcowizny, podczas której zginął. Po niepowodzeniu ojcowskiego przedsięwzięcia jego syn Birning, szukając na Rusi zajęcia, najął się na wyprawę Ottona przeciw jego bratu, królowi polskiemu  Mieszkowi II. Pojmany przez oddział królewski wolał przejść na stronę króla. Po śmierci Mieszka, Birning przeciwstawił się swym towarzyszom, jak on, strażnikom królewskim, chcącym się przyłączyć do buntu. W walce z ponad dwudziestoma przeciwnikami stracił rękę i oko. Od śmierci uratowali go wówczas księżniczka Przecława i jej syn Stanisław, któremu odtąd wiernie służył w licznych wędrówkach.

## Gnup syn Birninga
Syn Birninga, Gnup, zmęczony awanturniczym trybem życia swych przodków wybrał sobie na przybraną ojczyznę Polskę, którą ukochał namiętnie. W lipcu 1059 roku znalazł się w Sandomierzu w komnacie umierającego arcybiskupa krakowskiego Arona, który wskazał go swym pastorałem. Uważany był wówczas za kochanka Rychezy, córki króla Mieszka. Z Sandomierza udał się nad Bałtyk, a stamtąd okrętem przez morze i w górę Dźwiny. Na statku spotkał biskupa Łukasza Żydziętę, któremu pomagał w czasie jego śmiertelnej choroby, między innymi spisując jego ostatnie wyznania. W 1060 roku jego żona, mieszczka krakowska, Krystyna urodziła mu syna, Eryka. Wspólnie z nim uratował życie wówczas już archiprezbitera kapituły krakowskiej, Stanisława od śmierci w pożarze kościoła świętego Michała. Odtąd też przestał się czuć związanym długiem, jaki zaciągnął wobec niego jego ojciec.

## Biskupobójstwo
Gnup przekonywał syna, że należy nienawidzić Stanisława jako czarownika który przywłaszczył sobie duszę arcybiskupa Arona. Uważał, że Aron wskazując na niego pastorałem, wezwał go do pomsty. Eryk, który pobierał nauki w szkole przykatedralnej pod kierunkiem Stanisława, nie umiał wzbudzić w sobie nienawiści do nauczyciela. Wkrótce też odkrył fałsz w postawie ojca, który Stanisława nienawidził jedynie jako nosiciela duszy Aronowej i to jego miał nadzieję zgładzić, zabijając jej przywłaszczyciela. Gnup nie czuł nienawiści do Arona osobiście, ale jako do przedstawiciela rzymskości, która jest przeciwieństwem miłości do ziemi ojczystej i obyczaju przodków, przeciwstawia rodzimemu – powszechne, miłości ojczyzny – wierność Kościołowi. Eryka wywody ojca nie przekonały i kiedy Gnup otrzymał od króla rozkaz wezwania Stanisława do ukorzenia się i odwołania ekskomuniki pod groźbą śmierci, jego syn nie był skłonny towarzyszyć ojcu. O jego udziale w tym przedsięwzięciu zadecydowała matka, która wyznała mu, że od lat jest kochanką króla Bolesława Śmiałego i że to nie nasienie islandzkiego przybłędy ją zapłodniło, ale królewski szczep piastowy.
Biskup próbował przeciągnąć Eryka na stronę Kościoła, reprezentanta stronnictwa odrzuconych przez społeczeństwo, kalek, bękartów i trędowatych, których bronią jest myśl, celem – władza prowadząca do mądrości, a przedmiotem lęku – że zgasną w ciemności zanim oświetlani przez nich wydostaną się na światło. Gnup został pokonany tą wizją Kościoła Chrystusowego. Eryk jednak przejął topór z jego rąk, zdał sobie bowiem sprawę, że umierający biskup Aron bał się jeszcze czegoś innego, że Stanisław mógłby się udać do kraju Tolteków i wysnuł z tego wniosek, że może tam istnieć ludzkość, która nie została odkupiona przez Chrystusa, lecz przez kogoś innego, dla której biskupobójstwo nie będzie największą zbrodnią. Stanisław, widząc że przegrał przyjął śmierć z ręki Eryka, by móc wstąpić wraz z częścią duszy biskupa Arona w ciało swego oprawcy.

## Pokuta
Śmierć biskupa spowodowała zamieszki w Krakowie w czasie których zginął Gnup, a Eryk został ciężko ranny. W walkach o odzyskanie Krakowa zginął król. Eryk za udział w sprzysiężeniu przeciw biskupowi został wygnany z Polski. Opuszczając Kraków polecił swojej nałożnicy, by ich dziecko nazwała imieniem największej nieprzyjaciółki starotestamentowych proroków, Jezabel. Był wtedy śmiertelnym wrogiem Kościoła Piotrowego. Dość szybko przekonał się, że zamieszkują w nim dusze zmarłych Stanisława i Arona: słyszał ich głosy i przestał się starzeć. Był jednak przekonany, że potrafi się im przeciwstawić. Po latach tułaczki porozumiał się z wysłannikami islandzkich biskupów: Gizura syna Isleífa i Jona syna Ogmunda: miał odzyskać na dziesięć lat część ziem Waltjoflingerów na Islandii, po tym zaś czasie zostać biskupem Grenlandii. Już z Grenlandii postarał się o przyznanie biskupstwa Bangoru, ojcu swoich wnuków, Dawidowi Iryjczykowi, wygnanemu z Polski autorowi pierwszej polskiej kroniki. W wieku ponad sześćdziesięciu lat (1121) opuścił Grenlandię na pokładzie Powracającego węża pierzastego, by pożeglować w stronę Winlandii. Towarzyszyła mu dwudziestoletnia żona Hilda, jej brat Sokke oraz dwaj zmarli, którzy całkowicie już przejęli nad nim władzę. Przed podróżą przesłał Dawidowi wraz z listem dwie skrzynki większą, która miała zostać otwarta po siedmiu latach i mniejszą zawierającą przedśmiertne zapiski biskupa Łukasza Żydzięty.  
Wyruszając w podróż był już na powrót chrześcijaninem. Stanisław uświadomił mu, że zakładając, iż Chrystus mógł się wcielić w Węża Pierzastego, uznał jego boskość również na półkuli zachodniej. Eryk szukał oczyszczenia ze zbrodni biskupobójstwa. Wierzył, że mnisi iryjscy z Ameryki mogą go rozgrzeszyć i nakarmić ciałem i krwią Chrystusową. Stanisław jednak ostrzegł go, że grzeszy ciężko kto przyjmuje sakramenty z rąk żonatego mnicha. Eryk miał też nadzieję odnalezienia kielicha z Ostatniej Wieczerzy z prawdziwą Krwią Pańską. Zamieszkujacy go Aron i Stanisław uważali jednak, że nie szuka on usprawiedliwienia, lecz sprawiedliwej kary. Zmuszony przez swych wewnętrznych mieszkańców udał się szlakiem biskupa Łukasza Przeciwdźwiną i Przeciwdnieprem do Tollanu. Miasto znalazł zniszczone, zamieszkałe przez pobitych Tolteków i zwycięskich Cziczimeków. Stanisław wyjaśnił mu, że Kościół wiecznie stoi po stronie prześladowanych. Największą zbrodnię Eryka widział nie w biskupobójswie, lecz w zdradzie obozu maluczkich i przejściu do obozu możnych. Może ją odpokutować przyjmując śmierć w kotle z rąk Cziczimeków,  albo ponownie stanąć po stronie maluczkich. Aron dlatego nie chciał dopuścić, by Stanisław wybrał się do kraju Tolteków, bo nie chciał dopuścić do ich podboju przez Europejczyków. Eryk staje po stronie maluczkich. Jego następcą zostanie potomek Hildy.  